# Yigoga bornicensis
Yigoga bornicensis är en fjärilsart som beskrevs av Fuchs 1884. Yigoga bornicensis ingår i släktet Yigoga och familjen nattflyn. Inga underarter finns listade i Catalogue of Life.